# George Sharples
George Frank Vincent Sharples (* 20. September 1943 in Ellesmere Port; † 14. Dezember 2020) war ein englischer Fußballspieler. Zumeist als Außenläufer agierend, stand er im Kader des FC Everton, der 1963 die englische Meisterschaft gewann. Sein Beitrag zu diesem Erfolg war jedoch mit zwei Einsätzen nur gering und in der zweiten Hälfte der 1960er-Jahre kam er regelmäßiger bei den Blackburn Rovers zum Zug.

## Sportlicher Werdegang
Sharples wurde in der Nachwuchsabteilung des FC Everton ausgebildet und war gleichsam englischer Auswahlspieler als Schüler und in der Jugend. Nicht lange nach seinem 17. Geburtstag debütierte er in einem Erstligaspiel der „Toffees“ und vertrat beim 1:1 daheim gegen West Bromwich Albion den Stammspieler Jimmy Gabriel im defensiven Mittelfeld. Er absolvierte fünf weitere Pflichtspiele (davon viermal in der Meisterschaft) in der Saison 1960/61, wobei er zumeist für Brian Harris die Position des linken Außenläufers einnahm, während dieser anderweitig auf dem Feld aushelfen musste. Auf den endgültigen sportlichen Durchbruch wartete Sharples jedoch vergeblich und so absolvierte er in den folgenden Jahren bis zu seinem Abgang aus Everton nur noch insgesamt fünf weitere Partien. Zum Gewinn der englischen Meisterschaft 1963 trug er auch nur wenig bei, als er zweimal erneut für Gabriel gegen Sheffield Wednesday (4:1) und Leyton Orient (0:3) agierte. Damit hatte er sich nicht für den Erhalt einer offiziellen Meistermedaille qualifiziert.
Im März 1965 heuerte Sharples beim Ligakonkurrenten Blackburn Rovers an. Dort nahm er erneut die linke defensive Halbposition ein, auf der zuvor in der Saison lange der irische Nationalspieler Mick McGrath agiert hatte. Sharples' Einstand glückte am 20. März 1965 mit einem 4:0 daheim gegen West Ham United, aber die folgende Saison 1965/66 endete für Blackburn mit dem Abstieg als Tabellenletzter. In dieser hatte Sharples 29 Ligapartien absolviert und drei Tore geschossen – das erste davon anlässlich des Saisonauftakts beim FC Fulham (2:5). Die Rückkehr in die englische Eliteklasse misslang Sharples mit Blackburn in den nächsten Jahren stets und am 1. März 1969 bestritt er gegen Derby County (2:4) sein Ligaspiel für Blackburn.
Letzte Vereinsstation war für Sharples in der Saison 1971/72 der Viertligist FC Southport und im Anschluss beendete er seine Profilaufbahn verletzungsbedingt.